# Ceratopsyche vasoumittra
Ceratopsyche vasoumittra är en nattsländeart som först beskrevs av Schmid 1961.  Ceratopsyche vasoumittra ingår i släktet Ceratopsyche och familjen ryssjenattsländor. Inga underarter finns listade i Catalogue of Life.